# Atanásio IV de Constantinopla
Atanásio IV de Constantinopla (em grego: Αθανάσιος Δ΄) foi patriarca ecumênico de Constantinopla entre 30 de julho e 10 de agosto de 1679. Eleito depois da deposição do patriarca Dionísio IV pelos adversários dele, o mandato de Atanásio durou pouco mais de uma semana e terminou depois de acusações de conduta imprópria e embaraçosa. Foi substituído pelo adversário de Dionísio, o patriarca Tiago.